# Daniela Rațiu (scriitoare)
Daniela Rațiu (n. 4 octombrie 1968, Brașov) este o prozatoare și ziaristă română contemporană. 

## Biografie
Daniela Rațiu s-a născut în Brașov. Între 1996 și 1997 a urmat la Universitatea Central Europeană, Grant Relații Internaționale. A absolvit Grant Public Relations la Fundația pentru o Societate Deschisă (1997), Facultatea de Jurnalistică - Engleză la Universitatea de Vest din Timișoara și Facultatea de Drept a Universității Tibiscus.

### Activitate profesională
A lucrat ca redactor la ziarul timișorean, „Timpolis” (1998) și la „Ziua - Ediția de Vest” (1998 – 2004). A fost colaborator la „Evenimentul Zilei - Ediția de Vest” (2004 – 2008) și scenarist colaborator „Media Pro Pictures” (2004).

## Cărți publicate
- Ciorap cu firul dus, poezie, Editura Marineasa, Timișoara, 2005
- Ochelari de damă, roman, Editura Brumar, Timișoara, 2005
- În Vitro, roman, Editura Cartea Românească, București, 2006, ISBN 9789732318553
- Măcelarul îi citea pe ruși, Editura Tracus Arte, 2016, ISBN

9786066647182
- Anestezia. Un singur poem, poezie, Editura Casa de pariuri literare, 2022, ISBN 9786069903537
- Ultimul an cu Ceaușescu, Editura Litera, 2022, ISBN 9786063395147

## Premii literare
- Marele premiul Aron Cotruș, premiul revistei Poesis (2002)
- Premiul I, debut, la Festivalul național “Sensul iubirii – Nichita Stănescu” de la Drobeta Turnu Severin (2002)
- Premiul revistei Poesis; Mențiune la Festivalul – concurs de poezie și proza scurtă “Magda Isanos – Eusebiu Camilar”, (2002)
- Premiul revistei Convorbiri literare; Premiul revistei Poesis la Festivalul “Magda Isanos – Eusebiu Camilar” (2002)